# Indische Narde
Die Indische Narde (Nardostachys jatamansi), auch Nardenähre, Speichenähre oder englisch Spikenard (lateinisch Spica nardi, auch Spica aromatica und Spica indica) sowie Speik genannt (griechisch: nárdos, altpersisch: nárda, von sanskritisch nálada = die Wohlriechende), ist eine Pflanzenart aus der Unterfamilie der Valerianoideae. Es ist die einzige Art der Gattung Nardostachys.
Sie ist eine Nutz- und Heilpflanze aus dem Himalaya, deren Rhizom schon in der Antike bis in den Mittelmeerraum exportiert und zur Zubereitung kostbarer Öle und Salben verwendet wurde.

## Beschreibung
Die Indische Narde ist eine ausdauernde krautige Pflanze, die etwa 50 Zentimeter hoch wächst. An der Stängelbasis sind fibröse, buschige Blattscheidenreste. Die einfachen Laubblätter sind ganzrandig, die langen, spatelförmigen basalen Blätter sind gestielt und die kleinen, gegenständigen Stängelblätter sitzend mit Blattscheiden.
Die Indische Narde ist protogyn, also vorweiblich. Es werden end- oder achselständige, vielblütige und doldige Blütenköpfe mit mehreren, zweireihigen Deckblättern gebildet. Die fünfzähligen und zwittrigen Blüten mit doppelter Blütenhülle sind anfänglich purpurfarben, später bläulich. Die dreieckigen Kelchzipfel sind klein. Die Krone ist becherförmig verwachsen mit kurzen, ausladenden Lappen. Es sind 4 unten in der Kronröhre angeheftete und vorstehende Staubblätter vorhanden. Der Fruchtknoten ist unterständig in einem behaarten Blütenbecher, mit einem schlanken, langen Griffel.
Es werden leicht behaarte Achänen mit kleinem Pappus (beständigem Kelchzipfel) gebildet.

## Vorkommen
Die Pflanze wächst wild im Himalaya bis auf 5.500 Meter Höhe. Sie kommt aus China (Gansu, Qinghai, Sichuan, Xizang, Yunnan) und Bhutan, Indien (Sikkim, Uttar Pradesh) und Nepal.
Durch unkontrollierte Wildsammlung ist sie mittlerweile vom Aussterben bedroht und darf z. B. aus Nepal nicht mehr als Rohware exportiert werden. In Nordindien und Nepal gibt es Versuche, die Pflanze zu kultivieren.

## Taxonomie
Das Basionym Patrinia jatamansi wurde 1825 von David Don in Prodr. Fl. Nepal.: 159 erstbeschrieben. Die Umteilung in die neu aufgestellte Gattung Nardostachys zu Nardostachys jatamansi wurde 1830 von Augustin-Pyrame de Candolle in Prodromus Systematis Naturalis Regni Vegetabilis, Prodr. 4: 624 vorgenommen. Synonyme für Nardostachys jatamansi (D.Don) DC. sind Nardostachys grandiflora DC., Nardostachys gracilis Kitam. und Nardostachys chinensis Batalin. Eine andere Art ist Valeriana jatamansi Jones (Synonyme sind Valeriana wallichii DC., Valeriana spica Vahl), die ebenfalls medizinisch genutzt wird. Sie hat gezähnte Blätter und an der Stängelbasis keine buschigen Blattscheidenreste.
Es gibt auch noch andere Pflanzen die ähnliche Rhizome aufweisen, z. B. Selinum vaginatum und Cortia candollei (Syn.: Selinum candollei) die als Verfälschung benutzt werden.

## Verwendung

### In der Medizin
Die (Indische) Narde wird als Salböllieferant bereits im Alten Testament (Hohelied 1,12 und 4,13 f.) und im Neuen Testament (Joh 12,3 und Mk 14,3) erwähnt. Nardostachys jatamansi auct. (Nardostachys grandiflora DC.) ist eine auch vom Frühmittelalter bis in die Neuzeit zur Herstellung eines heilsamen Öls („Speiköl“, Nardenöl, Oleum nardinum) Verwendung findende Pflanze und auch eine der klassischen Extraktpflanzen im Ayurveda, der traditionellen indischen Heilkunde. Sie wird im Sanskrit Jatamansi genannt und findet – ähnlich wie der Baldrian in der europäischen Pflanzenheilkunde – Anwendung als Beruhigungsmittel bzw. für vatagene Nervenstörungen. Darüber hinaus wird ihr im Ayurveda eine „den Geist stärkende und das Bewusstsein fördernde“ Wirkung zugeschrieben.

### Als Räucherwerk
Eine weitere Verwendung findet die Indische Narde bzw. deren auch Narde genanntes Rhizom als Räucherwerk und wurde schon in den Tempeln des alten Ägyptens als Bestandteil von Räuchermischungen verbrannt.

## Kulturgeschichte
Im Periplus Maris Erythraei wird die Narde als Handelsgut aus dem indischen Hafen Barbarikon genannt. Ovid und Horaz berichten von Männern, die ihre Haare mit Nardenöl salben.
Nardenöl ist auch durch seine Erwähnung im Neuen Testament bekannt, aus der biblischen Erzählung von Jesu Salbung in Bethanien: Maria, die Schwester Marthas, salbte Jesus die Füße mit kostbarem Nardenöl. In der Bibel wird der Wert des dabei verwendeten Öls mit 300 Denar angegeben, was in etwa dem Jahreslohn eines Arbeiters entsprach. Als einer seiner Jünger, Judas Iskariot, dies kritisierte, wies Jesus ihn zurecht (Joh 12,1–7 ). Zur Darstellung des Nardenöls in der christlichen Kunst siehe Echter Baldrian.
Im Lorscher Arzneibuch des ausgehenden 8. Jahrhunderts sind auf Blatt 69r zwei aus Indischer Narde und vielen weiteren Zutaten bestehende Zubereitungen von „Nardenöl“, wie sie in ähnlicher Form etwa auch bei Paulos von Aigina und Pedanios Dioskurides belegt sind, zu finden.
Die Narde ist auch ein Bestandteil des Atraf al-tib, einer arabischen Gewürzmischung, die in Kochbüchern des 13. Jhdts. erwähnt wird.